# 9.ª etapa del Tour de Francia 2022
La 9.ª etapa del Tour de Francia 2022 tuvo lugar el 10 de julio de 2022 entre Aigle en Suiza y Châtel en Francia sobre un recorrido de 192,9 km. El vencedor fue el luxemburgués Bob Jungels del AG2R Citroën y el esloveno Tadej Pogačar consiguió mantener el liderato antes de la segunda jornada de descanso.

## Clasificación de la etapa
| Aigle - Châtel | etapa de montaña | (192,9 km) |

| \| Clasificación de la etapa \| Clasificación de la etapa \| Clasificación de la etapa \| Clasificación de la etapa \| Clasificación de la etapa \| \| Ciclista \| Ciclista \| Equipo \| Tiempo \| \| \| ------------------------- \| ------------------------- \| ------------------------- \| ------------------------- \| ------------------------- \| \| 1.º \| Bob Jungels \| AG2R Citroën Team \| 4 h 46 min 39 s \| \| \| 2.º \| Jonathan Castroviejo \| Ineos Grenadiers \| + 22 s \| \| \| 3.º \| Carlos Verona \| Movistar Team \| + 26 s \| \| \| 4.º \| Thibaut Pinot \| Groupama-FDJ \| + 40 s \| \| \| 5.º \| Tadej Pogačar \| UAE Team Emirates \| + 49 s \| \| \| 6.º \| Jonas Vingegaard \| Jumbo-Visma \| + 49 s \| \| \| 7.º \| Geraint Thomas \| Ineos Grenadiers \| + 52 s \| \| \| 8.º \| Adam Yates \| Ineos Grenadiers \| + 52 s \| \| \| 9.º \| Enric Mas \| Movistar Team \| + 52 s \| \| \| 10.º \| Nairo Quintana \| Arkéa-Samsic \| + 52 s \| \| |                      |                   |                 |
| |                      |                   |                 |
| Fuente: ProCyclingStats |                      |                   |                 |
| Clasificación de la etapa |                      |                   |                 |
| Ciclista | Ciclista             | Equipo            | Tiempo          |
| 1.º | Bob Jungels          | AG2R Citroën Team | 4 h 46 min 39 s |
| 2.º | Jonathan Castroviejo | Ineos Grenadiers  | + 22 s          |
| 3.º | Carlos Verona        | Movistar Team     | + 26 s          |
| 4.º | Thibaut Pinot        | Groupama-FDJ      | + 40 s          |
| 5.º | Tadej Pogačar        | UAE Team Emirates | + 49 s          |
| 6.º | Jonas Vingegaard     | Jumbo-Visma       | + 49 s          |
| 7.º | Geraint Thomas       | Ineos Grenadiers  | + 52 s          |
| 8.º | Adam Yates           | Ineos Grenadiers  | + 52 s          |
| 9.º | Enric Mas            | Movistar Team     | + 52 s          |
| 10.º | Nairo Quintana       | Arkéa-Samsic      | + 52 s          |

## Clasificaciones al final de la etapa

### Clasificación general(Maillot Jaune)
| \| Clasificación general \| Clasificación general \| Clasificación general \| Clasificación general \| Clasificación general \| \| Ciclista \| Ciclista \| Equipo \| Tiempo \| \| \| --------------------- \| --------------------- \| --------------------- \| --------------------- \| --------------------- \| \| 1.º \| Tadej Pogačar \| UAE Team Emirates \| 33 h 43 min 44 s \| \| \| 2.º \| Jonas Vingegaard \| Jumbo-Visma \| + 39 s \| \| \| 3.º \| Geraint Thomas \| Ineos Grenadiers \| + 1 min 17 s \| \| \| 4.º \| Adam Yates \| Ineos Grenadiers \| + 1 min 25 s \| \| \| 5.º \| David Gaudu \| Groupama-FDJ \| + 1 min 38 s \| \| \| 6.º \| Romain Bardet \| Team DSM \| + 1 min 39 s \| \| \| 7.º \| Thomas Pidcock \| Ineos Grenadiers \| + 1 min 46 s \| \| \| 8.º \| Enric Mas \| Movistar Team \| + 1 min 50 s \| \| \| 9.º \| Neilson Powless \| EF Education-EasyPost \| + 1 min 55 s \| \| \| 10.º \| Nairo Quintana \| Arkéa-Samsic \| + 2 min 13 s \| \| |                  |                       |                  |
| |                  |                       |                  |
| Fuente: ProCyclingStats |                  |                       |                  |
| Clasificación general |                  |                       |                  |
| Ciclista | Ciclista         | Equipo                | Tiempo           |
| 1.º | Tadej Pogačar    | UAE Team Emirates     | 33 h 43 min 44 s |
| 2.º | Jonas Vingegaard | Jumbo-Visma           | + 39 s           |
| 3.º | Geraint Thomas   | Ineos Grenadiers      | + 1 min 17 s     |
| 4.º | Adam Yates       | Ineos Grenadiers      | + 1 min 25 s     |
| 5.º | David Gaudu      | Groupama-FDJ          | + 1 min 38 s     |
| 6.º | Romain Bardet    | Team DSM              | + 1 min 39 s     |
| 7.º | Thomas Pidcock   | Ineos Grenadiers      | + 1 min 46 s     |
| 8.º | Enric Mas        | Movistar Team         | + 1 min 50 s     |
| 9.º | Neilson Powless  | EF Education-EasyPost | + 1 min 55 s     |
| 10.º | Nairo Quintana   | Arkéa-Samsic          | + 2 min 13 s     |

### Clasificación por puntos(Maillot Vert)
| Clasificación por puntos | Clasificación por puntos | Clasificación por puntos | Clasificación por puntos | Clasificación por puntos |
| Ciclista                 | Ciclista                 | Equipo                   | Puntos                   |                          |
| ------------------------ | ------------------------ | ------------------------ | ------------------------ | ------------------------ |
| 1.º                      | Wout van Aert            | Jumbo-Visma              | 284 pts                  |                          |
| 2.º                      | Fabio Jakobsen           | Quick-Step Alpha Vinyl   | 149 pts                  |                          |
| 3.º                      | Tadej Pogačar            | UAE Team Emirates        | 139 pts                  |                          |
| 4.º                      | Jasper Philipsen         | Alpecin-Deceuninck       | 102 pts                  |                          |
| 5.º                      | Christophe Laporte       | Jumbo-Visma              | 97 pts                   |                          |
| 6.º                      | Magnus Cort              | EF Education-EasyPost    | 86 pts                   |                          |
| 7.º                      | Peter Sagan              | TotalEnergies            | 86 pts                   |                          |
| 8.º                      | Michael Matthews         | BikeExchange-Jayco       | 68 pts                   |                          |
| 9.º                      | Simon Clarke             | Israel-Premier Tech      | 67 pts                   |                          |
| 10.º                     | Jonas Vingegaard         | Jumbo-Visma              | 66 pts                   |                          |

### Clasificación de la montaña(Maillot à Pois Rouges)
| Clasificación de la montaña | Clasificación de la montaña | Clasificación de la montaña | Clasificación de la montaña | Clasificación de la montaña |
| Ciclista                    | Ciclista                    | Equipo                      | Puntos                      |                             |
| --------------------------- | --------------------------- | --------------------------- | --------------------------- | --------------------------- |
| 1.º                         | Simon Geschke               | Cofidis                     | 19 pts                      |                             |
| 2.º                         | Bob Jungels                 | AG2R Citroën Team           | 18 pts                      |                             |
| 3.º                         | Thibaut Pinot               | Groupama-FDJ                | 14 pts                      |                             |
| 4.º                         | Magnus Cort                 | EF Education-EasyPost       | 11 pts                      |                             |
| 5.º                         | Tadej Pogačar               | UAE Team Emirates           | 10 pts                      |                             |
| 6.º                         | Jonas Vingegaard            | Jumbo-Visma                 | 8 pts                       |                             |
| 7.º                         | Pierre Latour               | TotalEnergies               | 7 pts                       |                             |
| 8.º                         | Carlos Verona               | Movistar Team               | 7 pts                       |                             |
| 9.º                         | Primož Roglič               | Jumbo-Visma                 | 6 pts                       |                             |
| 10.º                        | Hugo Houle                  | Israel-Premier Tech         | 6 pts                       |                             |

### Clasificación del mejor joven(Maillot Blanc)
| Clasificación del mejor joven | Clasificación del mejor joven | Clasificación del mejor joven      | Clasificación del mejor joven | Clasificación del mejor joven |
| Ciclista                      | Ciclista                      | Equipo                             | Tiempo                        |                               |
| ----------------------------- | ----------------------------- | ---------------------------------- | ----------------------------- | ----------------------------- |
| 1.º                           | Tadej Pogačar                 | UAE Team Emirates                  | 33 h 43 min 44 s              |                               |
| 2.º                           | Thomas Pidcock                | Ineos Grenadiers                   | + 1 min 46 s                  |                               |
| 3.º                           | Brandon McNulty               | UAE Team Emirates                  | + 7 min 25 s                  |                               |
| 4.º                           | Matteo Jorgenson              | Movistar Team                      | + 28 min 08 s                 |                               |
| 5.º                           | Andreas Leknessund            | Team DSM                           | + 30 min 03 s                 |                               |
| 6.º                           | Kevin Geniets                 | Groupama-FDJ                       | + 32 min 37 s                 |                               |
| 7.º                           | Georg Zimmermann              | Intermarché-Wanty-Gobert Matériaux | + 43 min 14 s                 |                               |
| 8.º                           | Jasper Philipsen              | Alpecin-Deceuninck                 | + 46 min 39 s                 |                               |
| 9.º                           | Andreas Kron                  | Lotto-Soudal                       | + 47 min 13 s                 |                               |
| 10.º                          | Michael Storer                | Groupama-FDJ                       | + 49 min 01 s                 |                               |

### Clasificación por equipos(Classement par Équipe)
| Clasificación por equipos | Clasificación por equipos | Clasificación por equipos | Clasificación por equipos |
| Equipo                    | Equipo                    | Tiempo                    |                           |
| ------------------------- | ------------------------- | ------------------------- | ------------------------- |
| 1.º                       | Ineos Grenadiers          | 101 h 14 min 46 s         |                           |
| 2.º                       | Jumbo-Visma               | + 1 min 04 s              |                           |
| 3.º                       | UAE Team Emirates         | + 9 min 55 s              |                           |
| 4.º                       | Groupama-FDJ              | + 11 min 16 s             |                           |
| 5.º                       | Bora-Hansgrohe            | + 12 min 57 s             |                           |
| 6.º                       | AG2R Citroën Team         | + 27 min 59 s             |                           |
| 7.º                       | EF Education-EasyPost     | + 29 min 51 s             |                           |
| 8.º                       | Bahrain Victorious        | + 31 min 23 s             |                           |
| 9.º                       | Movistar Team             | + 38 min 10 s             |                           |
| 10.º                      | Arkéa-Samsic              | + 38 min 25 s             |                           |

## Abandonos
Guillaume Martin, por positivo en COVID-19, Ruben Guerreiro, enfermo, y Kasper Asgreen, lesionado, no tomaron la salida.